# Petra Deimer
Petra Deimer-Schütte (Gotinga, 9 de marzo de 1948 (77 años)-{{fecha|27|marzo|2024}) fue una bióloga marina alemana, que desde mediados de la década de 1970 desarrolla actividades en la protección de mamíferos marinos.
Debido a su iniciativa, se convirtió el Archipiélago con la isla de Madeira en "Zona de protección de Mamíferos marinos" declarada sin caza de ballenas. Además, ha contribuido de forma decisiva al nacimiento del Washington Artenschutzabkommens (Convención de Washington sobre la Protección de Especies) en el Comercio de Productos del Physeter macrocephalus, Balaenoptera physalus y Balaenoptera borealis. 
Fue Presidenta de la "Sociedad para la Protección de los Mamíferos marinos".
Deimer tiene una serie de publicaciones sobre el tema de mamíferos marinos y Psittaciformes. Los estudios de Petra Deimers sobre ballenas en el ámbito de la isla de Madeira ha sido motivo para que Nina Rauprich escribiera la novela "Die sanften Riesen der MeereLos" (Suaves Gigantes del Mar).

## Otras publicaciones
- Petra Deimer-Schütte, Manfred Kostka. 2010. Wale und Delphine, v. 85 de Ein Was-ist-was-Buch, Tessloff. Ilustró Manfred Kostka. Publicó TESSLOFF Verlag, 48 p. ISBN 3788604255, ISBN 9783788604257

- Petra Deimer-Schütte. 1992. Wieloryby i delfiny, v. 7 de Co i Jak. Ilustró Manfred Kostka, Frank Kliemt. Publicó Wydawnictwo Atlas, 48 p. ISBN 839002604X, ISBN 9788390026046

- 1983. Parrots: everything about purchase, acclimation, nutrition, and diseases. Pet Care Series. Publicó Barron's, 80 p. ISBN 0812026306, ISBN 9780812026306

- 1982. Könige der Meere. 171 p. Publicó Engelbert, ISBN 3536004628, ISBN 9783536004629

## Honores
- 2007: Petra y la Society for the Protection of Marine Mammals (GSM) reciben el Galardón ASCOBANS con el International Day of the Baltic Harbour Porpoise.[2]

- 2001: por sus trabajos científicos, recibió del príncipe consorte Bernhard la Orden del Arca de Oro por excelencia.